# Gustav Landgraf
Gustav Emil August Landgraf (* 20. Januar 1857 in Lichtenfels (Oberfranken); † 10. Februar 1932 in München) war ein deutscher Pädagoge und Altphilologe und 1913 bis 1924 Rektor am Maximiliansgymnasium München.

## Biographie
Landgraf war der Sohn eines Landrichters. Er ging in Bayreuth aufs Gymnasium und studierte ab 1874 an der Universität Erlangen (bei Eduard Wölfflin) und der Universität Würzburg Klassische Philologie, Deutsch und Geschichte. Während seines Studiums in Erlangen wurde er 1878 Mitglied der Burschenschaft der Bubenreuther. Sein Erstes Staatsexamen für das Lehramt legte er in München 1877 ab und 1878 wurde er in Würzburg promoviert. Seine Dissertation trug den Titel De Ciceronis elocutione in orationibus pro P. Quinctio et pro Sex. Roscio Amerino conspicua. Ebenfalls 1878 leistete er seinen Militärdienst. Danach war er Assistent am Gymnasium in Speyer, legte 1880 das zweite Staatsexamen in Erlangen ab und war ab 1881 Studienlehrer in Schweinfurt und ab 1886 in München am Wilhelmsgymnasium, wo er 1894 Gymnasialprofessor wurde. 1905 wurde er Rektor des Humanistischen Gymnasiums in Schweinfurt und 1906 des Gymnasiums in Bayreuth. 1913 wurde er als Nachfolger von Nikolaus Wecklein Rektor des Maximiliansgymnasiums in München. 1911 wurde er Oberstudienrat und 1923 Geheimer Oberstudienrat. Er führte das Gymnasium durch schwierige Zeiten (Erster Weltkrieg, in denen es zeitweise Spital war, Revolutionswirren 1918, Inflationszeit).
Er gab Reden von Cicero heraus (über die er auch promovierte) und untersuchte dessen Sprachstil. Er befasste sich mit Alexanderromanen (Herausgabe der Alexandersage des Archipresbyters Leo von Neapel aus dem 10. Jahrhundert in lateinischer Übersetzung) und Pseudo-Cäsar-Schriften (De bello Alexandrino, De bello Africo, De bello Hispaniensi).
Er war Mitarbeiter am Archiv für lateinische Lexikographie von Eduard Wölfflin (beide waren mit der Zeitschrift Vorbereiter des Thesaurus Linguae Latinae) und gab eine lateinische Schulgrammatik heraus, die zuerst 1891 erschien und viele Auflagen erlebte (ab 1928 von Max Leitschuh herausgegeben).

## Schriften
- De Ciceronis elocutione in orationibus pro P. Quinctio et pro Sex. Roscio Amerino conspicua. A. Stuber, Würzburg 1878 (online, Dissertation).
- Ciceros Rede für Sex. Roscius aus Ameria. Mit den Testimonia veterum und dem Scholiasta Gronovianus herausgegeben und erklärt. 2 Bände, Deichert, Erlangen 1882–1884.
- Untersuchungen zu Caesar und seinen Fortsetzern, insbesondere über Autorschaft und Komposition des Bellum Alexandrinum und Africanum, München (Programm des Wilhelms-Gymnasiums). Kutzner, München 1888 (Nachdruck Hildesheim 1972).
- Die Vita Alexandri Magni des Archipresbyters Leo: Historia de preliis. Deichert, Erlangen 1888.
- Beiträge zur historischen Syntax der lateinischen Sprache (Programm des Wilhelms-Gymnasiums). Ohne Verlag, München 1899.
- mit Carl Friedrich Wilhelm Müller, Heinrich Blase, Friedrich Stolz, Josef Golling: Historische Grammatik der Lateinischen Sprache. 3 Bände, Teubner, Leipzig 1894–1903 (mit Supplement 1908).
- Lateinische Schulgrammatik. Buchner, Bamberg 1891 (mehrere Auflagen).